# Gephyrocharax melanocheir
Gephyrocharax melanocheir es una especie de peces de la familia Characidae en el orden de los Characiformes.

## Morfología
Los machos pueden llegar alcanzar los 4 cm de longitud total.

## Hábitat
Vive en zonas de clima tropical.

## Distribución geográfica
Se encuentran en Sudamérica:  cuencas de los ríos  San Jorge,  Magdalena y  Cauca.